# Ђурађ Бранковић
Ђурађ Вуковић Бранковић (Приштина, 1377 — Смедерево, 1456), познат и као Ђурађ Смедеревац, био је српски деспот, други син Вука Бранковића и Маре, ћерке кнеза Лазара. Носио је име по свецу (Ђорђу Кападокијском), као и његов унук Ђорђе Бранковић, иако нису имали исто презиме, већ су се по именима очева презивали један Вуковић, а други Стефановић. Од времена Мавра Орбинија (1601. године), историја њихову породицу назива Бранковићима.

## Детињство и младост
Ђурђев отац, Вук Бранковић, једини је након Косовског боја (1389. године), пружао отпор Турцима. Турци 1391. године заузимају Скопље, а исте године умире Вуков савезник, босански краљ Твртко I. Вук је приморан да постане Бајазитов вазал. На тај начин је данком одржавао мир са Турцима. Вук, међутим, није дуго био веран султану Бајазиту I. Није се одазвао његовом позиву да учествује у бици на Ровинама. Турци му одузимају део територија. Турци су до јесени 1396. године коначно уништили Вука Бранковића. Вук је постао жртва пропасти Никопољског крсташког рата 1396. године. Султан Бајазит I је највећи део његових области доделио кнезу Стефану Лазаревићу (у суштини само области које су некада припадале кнезу Лазару). Звечан, Јелеч и Глухавицу запосели су Турци. Мара је остала на неком запуштеном делу територије. Кнез Стефан Лазаревић је постао водећа личност међу српском властелом. Бранковићи су се пред битку код Ангоре учврстили у Приштини. Овладали су барем мањим делом очевих територија. Прихватили су вазалан однос према султану Бајазиту I. Михаило Динић је одредио територије којима су Бранковићи успели да овладају до 1402. године. То су били поседи на Косову, део Полимља, сјенички крај и Брсково. Турци су задржали Звечан, Јелеч и Глухавицу који остају у саставу Скопског крајишта.

## Ангорска битка и сукоб са деспотом Стефаном Лазаревићем
Огромне промене на Балкану изазвала је навала Монгола на источну границу Османског царства. Турски емири у Малој Азији прелазе на страну кана Тимура, освајача Индије, Месопотамије, Персије и Златне Хорде. Султан Бајазит I је све снаге усмерио на свог противника. У бици код Ангоре (28. јул 1402. године), учествовали су Лазаревићи и Бранковићи. Султан Бајазит I је тешко поражен и заробљен. Одведен је у заробљеништво у коме је следеће године извршио самоубиство. У Турској избијају немири. Монголи допиру до Егејског мора освајајући Смирну. Султан Бајазит I је имао петорицу синова: Сулејмана, Ису, Мусу, Мустафу и Мехмеда. Најстарији, Сулејман, настојао је да овлада европским делом царства са центром у Једрену. Од српских владара у ропство падају Гргур Бранковић и султанија Оливера; обоје су ослобођени након преговора кнеза Стефана и монголског владара. Српски кнежеви су се са ратишта враћали преко византијских територија. Кнез Стефан и кнез Вук Лазаревић кренули су најпре у Цариград. Сам византијски цар Манојло II налазио се тада на путовању на Западу где је молио за помоћ. У Паризу је сазнао за вест о поразу Турака која је продужила живот Византијског царства за наредних пола века. Његов савладар, цар Јован VII, је августа 1402. године, обдарио Стефана деспотском титулом, у царству највишом након цареве. Тиме је Србија стекла статус деспотовине.
У Цариград је дошао и Ђурађ Бранковић. Дошло је до неслагања између њега и деспота Стефана, о чему појединости нису познате. Мавро Орбин бележи да је разлог била потајна жеља Ђурђа да се придружи емиру Сулејману. Деспот Стефан је наредио да се Ђурађ затвори. У Србији се није знало за њихов сукоб. Ђурђа је ослободио човек по имену Родоп. Ђурађ је побегао емиру Сулејману од кога је тражио војну помоћ за борбу против деспота Стефана. Добио ју је. Одељење српске војске које се враћало у Деспотовину нападнуто је у близини Једрена. Постало је јасно да се тим путем не може натраг у Србију. Турци и Бранковићи запосели су саобраћајницу која је пресецала Косово и Метохију и водила преко земље Бранковића. Деспот Стефан и кнез Вук су се, после краћег задржавања на Лезбосу, упутили у Зету. Искрцали се код зета Ђурђа I Балшића у Улцињу. Крајем октобра 1402. године, из Бара се деспот Стефан са војском од 260 људи упутио ка средишту земље, ка Жичи. Избегавани су путеви које су запосели Турци. Недалеко од Грачанице чекале су их турске и Ђурђеве чете. Дана 21. новембра вођена је битка код Грачанице (Трипољска битка). Деспот Стефан је кнезу Вуку наложио да нападне Ђурђа, а сам је напао Турке. Турски вазал, Угљеша, прешао је на Стефанову страну. Тиме је знатно допринео исходу битке. Турци и Ђурађ су потучени. Лазаревићи се повлаче у Ново Брдо. Деспот Стефан је пребацивао кнезу Вуку непознавање ратне вештине. У бици га је потиснуо Ђурађ Бранковић. Кнез Вук је одлучио да напусти земљу и пребегне емиру Сулејману. Крајем 1403. или почетком следеће године, деспот Стефан је кренуо у напад на Бранковиће. Пре октобра 1404. године измирио се са кнезом Вуком. Протерао је турске посаде из земље и угушио све устанке. Изгледа да се крајем 1404. године помирио са Бранковићима.

## Грађански рат у Србији
Током живота кнегиње Милице није било озбиљнијих сукоба између деспота Стефана Лазаревића и његовог брата кнеза Вука. Кнегиња Милица је умрла новембра 1405. године. Крајем 1408. године, избило је отворено непријатељство међу браћом. Турци су га подстицали. Њихове чете су ранијих година харале по Србији. Посебно јак био је напад јануара 1407. године у параћинском крају. Турцима је пришао кнез Вук који се, изгледа, није слагао са братовљевом проугарском политиком. Кнез Вук Лазаревић и Ђурађ Бранковић харали су по јужним областима Српске деспотовине. Деспоту Стефану је у помоћ притекао угарски краљ Жигмунд који је на пролеће 1409. године, у Србију упутио Пипа Спана, а почетком маја је и сам дошао. Најжешћи напад био је на лето исте године када Турци продиру до Београда. Деспот Стефан се повукао у Београд где је одбио да се преда Турцима, али је отпочео преговоре са братом. Изгледа да је кнез Вук тада добио јужни део земље. Заједно са Бранковићима, признао је врховну власт емира Сулејмана. Области Бранковића биле су под двојном, српско-турском управом.
Ђурађ је 1410. године учествовао на Сулејмановој страни у бици код Космидиона, док је деспот Стефан Лазаревић учествовао на страни емира Мусе. У бици је поражен емир Муса, а емир Сулејман шаље кнеза Вука Лазаревића и Лазара Бранковића да преузму власт у Српској деспотовини. Покушај је завршен неуспешно јер су кнез Вук и Лазар заробљени у Филипопољу од стране Мусиних људи. Кнез Вук Лазаревић је убрзо погубљен. Емир Муса је покушао да уцени Ђурђа помоћу брата Лазара да пређе на његову страну. Ђурађ није пристао. У бици код Хадријанопоља поново учествује на страни емира Сулејмана. Емир Муса је због тога исте године погубио Лазара.
Емир Сулејман је 1411. године убијен од стране Мусиних људи. Емир Муса је преузео власт у европском делу Турске. Убрзо је променио политику. Почео је своје савезнике да претвара у непријатеље. Стефановим посланицима прећено је у Цариграду. Раскид је био неизбежан. Деспот Стефан је са војском напао пиротски крај те му је емир Муса понудио преговоре. У Мусиној војсци која је опседала Селимврију налазио се Ђурађ Бранковић. Односи са емиром Мусом изглађени су захваљујући Ђурђевој мајци, Мари Бранковић. Емир Муса није имао поверења у Ђурђа те је покушао да га убије, најпре сипајући му отров у храну. Ђурађ се од отрова само разболео. Емир Муса је послао људе да га убију. Међутим, Ђурађ је сазнао за емирову заверу те је склопио договор са Византинцима из Селимврије. Инсценирао је напад како би заварао емира Мусу. Опсађени су му отворили капије града те се Ђурађ, заједно са својим људима, успео склонити. Он је покушао да ступи у везе са ујаком и да се врати у Србију. На јесен 1412. године у Србију се из Солуна вратио Ђурађ Бранковић. Преговори са деспотом Стефаном окончани су успешно. Извори бележе да га је деспот Стефан прихватио као сина, а нешто касније га одредио за наследника.
Против емира Мусе су устали и угарски краљ Жигмунд који шаље Јована Моровићког, и босански војвода Сандаљ Хранић, који се крајем 1411. године оженио деспотовом сестром Јеленом, удовицом Ђурђа Страцимировића Балшића. И Византија је стала на страну емира Мехмеда и обезбедила му бродовље за пребацивање трупа у Европу. Деспот Стефан је са војском кренуо из Крушевца на пролеће 1413. године ка Овчем Пољу. Емира Мусу напуштају највернији савезници, укључујући и Евреноса. Деспот Стефан је код Скопске Црне Горе предао заповедништво Ђурђу Бранковићу. До одлучујуће битке дошло је код села Чаморлу 5. јула 1413. године. Пресудну улогу одиграла је српска војска. Битка је завршена поразом емира Мусе који је погинуо приликом бега. Власт је преузео султан Мехмед I (1413-1421). Грађански рат у Османском царству тиме је завршен.

## Друга личност Српске деспотовине
Током владавине деспота Стефана Лазаревића, Ђурађ је био друга личност Србије. Деспот Стефан је умро у својим педесетим годинама. Ђурађ је тада био истих година. За разлику од деспота Стефана, имао је многобројну породицу. Женио се два пута, други пут са Ирином (Јерином) Кантакузин 1414. године. Ђурађ Бранковић се истакао у Другом скадарском рату. Рат је избио 1419. године између Млетачке републике и Балше III Балшића који се желео окористити ратом Венеције и угарског краља. Балша III је умро 1421. године. Своју државу завештао је ујаку, деспоту Стефану Лазаревићу, који наставља рат са Венецијом.
Деспот Стефан Лазаревић је на лето 1423. године ратовање у Зети препустио своме сестрићу Ђурђу Бранковићу. Ђурађ је са 8000 коњаника пред Скадром. Република светог Марка је била спремна на преговоре. Са Франческом Бембом Ђурађ се састао код Светог Срђа. Склопљен је тзв. Скадарски мир. Венецији је остао Котор, Улцињ и Скадар; Србима Бар, Дриваст, а обећана им је Будва и скадарска провизија. Предвиђена је размена заробљеника. Миром су задовољене обе стране, али Зета није била спокојна. Било је спорних питања: област северно од Скадра, Луштица, грбљанске солане и Ратачка опатија. Такође, српска страна тражила је Паштровиће. Војвода Никола је на лето 1425. године у Венецији где преговара са Млетачком републиком. Млечани нису желели плаћати данак за Котор који су раније давали Балшићима, одуговлачили су са предајом Будве и нису се слагали са предајом Паштровића. Коначан мир склопљен је 1426. године у Вучитрну. Република није била дужна да плаћа данак за Котор, добила је Паштровиће, Грбаљ, 100 кућа Андрије Хумоја у скадарском дистрикту, которске солане, утврђене прелазе на Бојани. Деспотовина је добила солане Балшића, опатију Светог Николе на Бојани, Будву и Ратачку опатију. Последње обавезе извршене су 1434. године. Регулисано је питање трговине сољу у Будви. Споразумом је одређено да се убудуће у Будви може продавати со деспота и његових поданика, произведена на њиховој територији.
Пред крај живота деспот Стефан је оболео, а није имао деце. Због тога је према обичају сазвао државни и црквени сабор у Сребрници код Страгара (руднички крај) у духу немањићких традиција. Тамо је позвао све присутне да Ђурђа прихвате за његовог наследника, а од Ђурђа је тражио да следи његову спољну политику. У Тати је деспот Стефан 1426. године водио преговоре са угарским краљем Жигмундом који је Ђурђа прихватио за наследника и деспота уз услов да се Угарима врате Београд и Голубац, Мачва и крајеви западно од Дрине. Средином 1427. године умро је деспот Стефан Лазаревић у месту Главица (околина данашњег Крагујевца) од срчане капи (19. јул). Сахрањен је у својој задужбини, манастиру Манасији.

## Деспотовина на почетку Ђурђеве владавине
Од свих средњовековних српских владара, деспот Ђурађ је био највећи пријатељ Дубровчана. Остао је то до краја своје владавине. Ђурађ је на власт дошао у тешким околностима. Турци су заузели Ниш и Крушевац, а нападали су и Ново Брдо, највећи рудник у земљи. Ново Брдо је ипак издржало Муратову опсаду. На вест о Стефановој смрти Ђурађ је пожурио у Београд. Краљ Жигмунд је прекинуо ратовање у Влашкој и дошао у Београд да прими територије које су му припале по уговору у Тати. Признао је Ђурђа за владара и уврстио га у ред барона угарске круне. Ђурађ је тешка срца морао предати престоницу. У граду се подигла бура, чуле су се трубе, а калуђер у ритама је ишао улицама и запомагао. У саставу Деспотовине остала је околина Београда. Супротно уговору, Ђурађ је задржао Мачву. Краљ Жигмунд није успео да поседне Голубац. Јеремија, заповедник града, тражио му је 12.000 дуката колико је наводно платио деспоту Стефану за поседовање града. Ђурђа су пред капијама Голупца напали Јеремијини људи. Потом је Јеремија предао град Турцима. Не зна се да ли је краљ Жигмунд примио поседе са друге стране Дрине које му је такође дуговао Ђурађ, а не зна се ни који су то тачно градови. Краљ Жигмунд је решио да Голубац заузме силом. Подигао је тврђаву Светог Ладислава преко пута Голупца. Турцима је стигло појачање те се краљ Жигмунд почетком јуна 1428. године повлачи. Овим поразом је изгубио мало угледа што му је у Србији остало. Пошто је Угарска одустала од рата, Ђурађ није могао ни помишљати на наставак сукоба са Турцима. Турци су му поручивали да Србија не припада њему, већ деспоту Стефану, те да сада припада султану. Ђурађ је морао да пристане на тешке услове: на турску врховну власт и данак од 50.000 дуката годишње, иако је деспот Стефан за већу државу плаћао 40.000. Такође је прихватио и војне обавезе према Турској (2000 коњаника и војсковођу).
Границе Ђурђеве државе биле су знатно сужене. Турци су држали Голубац, тимочку област до Књажевца и Ниша, области Врања и Прешева. Нови српски владар држао је Ресаву, Раваницу и Ново Брдо, Приштину, Пећ, Призрен и друга оближња места, у Зети Подгорицу, Медун, области Васојевића и Пипера, Будву и Бар, најзначајније место у Ђурђевој Зети. Србија се граничила са земљом војводе Сандаља Хранића Косаче. Припала јој је и Сребреница, а Ђурађ јој је после неколико година прикључио и Теочак и Зворник те се назвао „господаром целе Усоре“. Граница са Турцима била је на реци Морави. Турци су држали Крушевац у коме се помиње Синан-бег. Код Сталаћа су имали 80 до 100 бродића за пребацивање војске; флота је била под командом Синан-бега, а чувало ју је 300 људи. На Дунаву султан Мурат II је имао 100 лађа за борбу против Угара.

## Изградња Смедерева
Ђурађ је на почетку владавине остао без престонице и већих утврђених градова те је отпочео да зида нову престоницу — Смедерево. Морао је да има дозволу султана коју је скупо платио. Према неким изворима, обећао је да пошаље ћерку Мару у харем. Смедерево је подигнуто на ушћу Језаве у Дунав. Ту је у XI веку постојало мало насеље. Основа града имала је облик троугла са две стране заштићеног рекама, а са треће ровом који је спајао Језаву и Дунав. Тврђава се састојала од Малог и Великог града. Мали град је у ствари био владарски двор и војно утврђење ојачано снажним одбрамбеним зидовима. Двор или „полата“ имао је пространу дворану за аудијенције где су се потписивали уговори и повеље. Мали и Велики град укупно су имали 24 куле. Тврђава је грађена првенствено за борбу са хладним оружјем, иако је ватрено већ увелико употребљавано. Била је то највећа српска средњовековна тврђава. По величини се могло мерити са Дубровником. Изградња је завршена већ 1430. године уз необично велике жртве владаревих поданика којима је наметнута обавеза градозиданија. Радовима је руководио Ђорђе Кантакузин, Јеринин брат и други грчки градитељи. Они су за обичног човека били кривци за муке о чему сведочи народна традиција. Ђурађ је у Смедереву установио седиште посебне власти и ковницу новца. Помиње се челник ризнички, судија господина деспота и смедеревски војвода. У Србији је Смедерево називано и Константиновим градом, као и Цариград. У време зидања Смедерева посланици цара Јована VIII крунисали су Ђурђа деспотским венцом. Он је постао: „Ђурађ, по милости Божјој, деспот Рашког краљевства и Албаније господар“.

## Ратовања у Зети и Босни
У деспотовој Зети осамосталила су се браћа Ђурашевић, Ђурађ и Љеш, који су понели старо презиме Црнојевић. Они су угрожавали Луштицу и Светомихољску метохију те је деспот Ђурађ замолио Млечане да их узму под заштиту. Под млетачку власт су тада потпали и они Паштровићи који су до тад били под влашћу деспота Ђурђа Бранковића. Као и његов претходник, и деспот Ђурађ је био у сукобу са господарем Дања, Којом Захаријом. Почетком 1429. године у Зету је дошао Стефан Марамонте, син Константина Балшића и Јелене Топија, и одмах је за себе везао Коју и Тануша Малог из породице Дукађини. Довео је и турске чете које су пљачкале по Зети. Посео је град Дриваст, али су га убрзо сви напустили те је ступио у службу Млетачке републике за коју је ратовао у Ломбардији и Фурланији. Касније је и њу изневерио. Султанове чете наставиле су са пљачком Зете и опселе су Драч. Која Захарија и Дукађини су тада изгубили своје поседе. Деспот Ђурађ, Млечани и Турци остали су једини господари Зете. Мир је склопљен септембра 1430. године на Порти. Деспот Ђурађ је повратио Дриваст, а покорили су му се и Ђурашевићи. Сада су били потчињени непосредно деспоту Ђурђу, а не војводи Алтоману у Бару. Млечани се нису споразумели са султаном Муратом II због Солуна. Добили су га 1423. године од византијског цара Манојла II. Рат око Солуна трајао је седам година. Млечани су султану Мурату II нудили 300.000 аспри годишњег данка, али султан Мурат II није пристајао. На крају га је заузео на јуриш 29. марта 1430. године. Деспот Ђурађ Бранковић није жалио новца за откуп грчког робља. Истовремено је султану Мурату II морао послати сина Гргура да предводи војску у ратовима у Зети и Албанији, помажући скопског крајишника Исака у опсади Драча и борби против Ивана Кастриота. Султан Мурат II је заузео Јањину, а деспоте Арте и Етолије приморао на вазалство. Потом се повукао у Једрене и издао Дубровчанима повељу о трговинским повластицама на српском језику. Пред Турцима, Грци беже на север, у Српску деспотовину. Најугледнији од њих, Јеринин брат Тома, ступио је у деспотову службу и стекао богатство; куће у Новом Брду и Сребреници. Поред Грка, у служби српског деспота Ђурђа били су и Дубровчани, али и Турци.
Године 1430. избио је рат између Радослава Павловића и Дубровчана. Деспот Ђурађ је стао уз Дубровник и заузео се за Републику светог Влаха на султановом двору. У пролеће 1433. године деспот Ђурађ је постигао значајан успех у Босни припајањем делова Усоре, заједно са тврђавом Зворник и Теочаком. Поред деспота Ђурђа, босанског краља Твртка II нападали су и Турци.

## Први пад Смедерева
Зависност од турске и угарске државе навела је деспота Ђурђа Бранковића да женидбеним везама покуша да се чвршће веже за обе стране. Своју ћерку Катарину удао је за грофа Улриха II Цељског, рођака Жигмундове жене краљице Барбаре. Гроф Улрих II је био један од најбогатијих људи у Угарској. Другу кћер, Мару, морао је послати у Муратов харем (септембар 1435. године). Сестру су у Једрене отпратила браћа Гргур и Стефан које је султан Мурат II богато обдарио. Деспот Ђурађ је послао богат мираз, према летописцима, неколико стотина хиљада дуката у злату, новцу и тканинама. Султан Мурат II је потврдио мир и заклео се да ће га поштовати. Заклетву, међутим, није одржао. Област Бранковића је након Косовског боја била посебним уговором везана за Турску. Деспот Ђурађ је није могао делити на власти као што је то чинио у земљама Лазаревића. Ту се одржало уређење из доба Царства; нпр. задржале су се кефалије. Пресудна је била улога турског „склава“ чије је одлуке морао поштовати и деспот. На лажну вест о Муратовој смрти избио је 1433. године устанак у Албанији. Ратовање у Албанији трајало је три године. Три пута турска војска је поражена, али је деспот Ђурађ сваки пут слао помоћне одреде. Краљ Жигмунд је у Албанију послао бугарског цара Фружина са нешто војске, али је скопски намесник Исак - бег 1436. године сломио устанак. Истовремено је вођен угарско-турски рат у Влашкој. Краљ Жигмунд се за то време налазио у Базелу где се одржавао концил на коме је решавано питање примата у католичкој цркви (између саборског покрета и папе Евгенија IV). Муратова војска упада у Банат и Ердељ преко Дунава. Србија је била поштеђена у турско-угарским ратовима 1435-1437.  године. Муратов поход против Србије изазвао је напад угарског војсковође Јована Марцалија долином Мораве 1437. године. Марцали је стигао до Сталаћа где је уништио турске лађе, заузео је Крушевац и нанео Турцима пораз у бици на Годоминском пољу код Смедерева. Деспот Ђурађ је успео да се нагоди са Турцима уступајући им богати град Браничево. Ово је био последњи рат краља Жигмунда. Умро је у децембру 1437. године. За новог цара крунисан је његов зет, муж краљице Јелисавете Луксембуршке, краљ Алберт Хабзбуршки. Султан Мурат II је наставио ратовање. Једна војска продрла је у Ердељ, а друга у Србију, у Кучево и Браничево. Заузела је град Борач у Гружи, Островицу код Рудника и манастир Раваницу. Срби су султану Мурату II морали да уступе тврђаву Ждрело. Следеће године је на чело војске која је опсела Смедерево стао лично султан Мурат II. Деспот Ђурађ је у угарској прикупљао помоћ, а град је бранио његови син Гргур и шурак Тома Кантакузин. Након тромесечне опсаде, град се предао 18. августа 1439. године. Деспотовина је изгубила своју престоницу. У Смедереву је постављен санџакбег Исак-бег. Западне делове Деспотовине посео је херцег Стефан Вукчић Косача, а неко време држало се Ново Брдо и Зета. Турци заузимају и Сребреницу.

## Српски деспот у изгнанству
Краљ Алберт, у сукобу са угарском властелом, једва је успео да сакупи 25.000 војника и да се са деспотом Ђурђем састане у Сегедину. Поклонио му је замак Вилагош у зарандској жупанији. Деспот Ђурађ је новцем помагао припреме за крсташки рат. У Бечу и Будиму је грађена флота. Деспот Ђурађ се помиње међу првима на листи угарских барона који су краљу Алберту одобрили разрезивање пореза од једног дуката по свакој кући на име крсташког рата. Међутим, краљ Алберт је октобра 1439. године умро у Несмељу. У угарској су отпочеле борбе за престо. Гргур се у Смедереву нагодио са султаном Муратом II, предао град и добио земље свога деде Вука Бранковића на управу. Истовремено, звона на катедрали у Фиренци огласила су склапање црквене уније између источне и западне цркве. Фирентинска унија закључена је након вишегодишњег напора византијског цара Јована VIII. Међутим, Византинци су јој се оштро успротивили те није довела до резултата. Византија губи мало угледа што је имала. Московска Русија оспорила је Цариграду вођство у православном свету. Српска патријаршија није ни послала представнике у Фиренцу. Деспот Ђурађ је такође био против уније.
Након првог пада Деспотовине, Срби беже на јадранску обалу одакле их Дубровчани, како би ослободили морску обалу, превозе до Апулије или Марке. Срби су се у Италији населили у области између Венеције и Бриндизија. Неки Срби беже у околину Јајца у Босни, али највећи број сели се преко Саве и Дунава. Након турског рушења Ковина, угарски краљ је тамошње Србе преселио на Челепско острво испод Будимпеште. Срби беже и у Пољску, Ердељ, па чак и у Русију. Султан Мурат II је 1438. године почео да примењује обичај девширме, тј. одабира дечака који су превођени у ислам и сврставани у редове турске војске. Многи од њих стекли су блистава звања и високе положаје у империји.
Априла 1440. године султан Мурат II је опсео Београд. Град је бранио Јован Таловац. Султан Мурат II је копао тунел испод града. Браниоцима је неко поруком завезаном за стрелу дојавио за тунел. Угари су експлозивом разнели Турке. Након тромесечне опсаде Турци се повлаче. Деспот Ђурађ је за то време покушавао да уговори брак између свога сина Лазара и краљице Јелисавете. Удовица је, међутим, одбила да се уда за православца. На крају се удала за петнаестогодишњег Владислава III Јагелонца, краља Пољске. Међутим, родила је сина Ладислава V Посмрче. Настојала је да сину обезбеди престо те је избио грађански рат. Деспот Ђурађ је био на страни краља Ладислава V. Решио је да напусти Угарску и оде у Зету. Крајем маја 1440. године деспота Ђурађ је са деспином Ирином и пратњом од неколико стотина коњаника дошао у Кјођу где је лепо примљен. Његова понуда за куповином Улциња је одбијена. После тога је испловио ка Зети. Недељу дана провео је у Дубровнику где је дочекан као прави владар. Османлије су за то време уцениле његову главу. У Зети је дао повластице Будви и Бару, а одлучио је да је напусти јер је његов даљи останак био угрожен. Кријући се, стигао је априла 1441. године у Дубровник. Његова мисија у Зети је пропала. Султан Мурат II је за то време заробио његове синове Гргура и Стефана. У граду Токату маја исте године они су ослепљени. Молба сестре султаније Маре стигла је прекасно да то спречи. Истовремено, деспот Ђурађ је изгубио највеће рударско место. Ново Брдо се предало 27. јуна 1441. године румелијском беглербегу Шехабедину. Деспот Ђурађ је тако изгубио читаву државу.
Пад Деспотовине навео је деспота Ђурђа да се приклони краљу Владиславу III те је напустио Дубровник и поново кренуо у Угарску. У Зети херцег Стефан Вукчић Косача на своју страну придобија војводу Стефана Црнојевића који осваја Бар. Његову власт признао је већи део Паштровића. Будва се предала Млечанима, а убрзо и Ластва и Дриваст. Млечани на пролеће 1443. године заузимају и Бар. Покорио им се и војвода Стефан Црнојевић. Тако је деспот Ђурађ изгубио и поседе у Зети.

## Дуга војна и обнова Деспотовине
Турци после освајања Новог Брда продиру у Потисје и Славонију. Одбрану јужних граница краљ Владислав III је поверио Јанку Хуњадију и Николи Илочком. Јанош Хуњади, у српским народним песмама познат као Сибињанин Јанко, био је ердељски племић румунског порекла. Његов отац је од краља Жигмунда 1409. године добио град Хуњад по коме породица носи име. Учествовао је у бици код Годоминског поља 1437. године. Обављао је и функције капетана Београда, тамишког жупана, северинског бана и ердељског војводе. Никола Илочки је био мачвански бан. Војвода Јанош Хуњади је на јесен 1441. године продро у Србију, опустошио све крајеве кроз које је прошао и нанео пораз смедеревском санџакбегу Исаку. Исак - бег је једва успео да побегне у Смедерево. Турци ради одбране дижу град Жрнов на Авали, одакле су лако држали на оку равницу и Београд. Војвода Јанош Хуњади је наставио ратовање и на пролеће 1442. године поразио и убио Мезид-бега у Ердељу. Кола са главама турских војника и Мезид-бега послата су деспоту Ђурђу Бранковићу као трофеј. Бег Шехабедин се заклео да ће му се осветити и повео је велику војску рачунајући да ће војвода Јанош Хуњади побећи чим је види. Међутим, на Јаломници у Влашкој претрпео је тежак пораз. На хиљаде Турака је страдало, а многи су заробљени. Око 200 турских ратних застава је заплењено. Папа и Венеција су свечаним благодарењем прославили Хуњадијеве победе. Истовремено, папа је објавио да ће бити опроштени грехови свима који приложе новац за борбу против Турака, а сам је издвојио петину свих својих прихода. За крсташки рат убирао се десетак од свих цркава и манастира, а кардинал Јулијан Ћезарини упутио се у Угарску да измири краљицу Јелисавету и краља Владислава III. У Угарској је тада већ био велики број Срба који су у жупанији Спољни Солнок на Тиси имали своје капетане или судије, па и војводу. Краљ Владислав III их је 1442. године називао „нашим Рашанима“. Почетком 1443. године, на залагање кардинала Ћезаринија, донета је одлука да се у поход крене још истог лета. Султану Мурату II је са истока претио господар Караманије Ибрахим-бег, који одржава везе са Млетачком републиком, Угарима и папом. Провалио је у унутрашњост Мале Азије и приморао султана Мурата II да лично крене у рат. Султан Мурат II га је натерао на мир. Истовремено је у Амасији задављен Муратов старији син Али-Челебија те је Мехмед II постао престолонаследник.
Војска од 25.000 крсташа и 8000 Срба прешла је у рану јесен 1443. године Дунав код Београда. Продирући познатим Царским друмом дуж Мораве, крсташи су нанели пораз Османлијама код места Бован у близини Алексинца и други код Ниша. Преко Ниша и Пирота су без већих проблема стигли до Софије. Град је заузет и опљачкан, а очекивало се да за осам дана стигну до турске престонице — Једрена. Предводник у походу био је деспот Ђурађ Бранковић. Турци су затворили Трајанову капију те је војска кренула на исток, између планине Балкан и Средње Горе, одакле је пут водио ка Пловдиву. Међутим, кланце су по тешкој зими браниле најспособније турске војсковође. Због зиме, несташице хране и јаког отпора, крсташи су одлучили да се врате. Касим-бег је кренуо да их гони, али је поражен код Софије. Турци су поражени јануара 1444. године на Куновици између Пирота и Ниша. Издао их је управник Тесалије, Турахан-бег, кога је потплатио деспот Ђурађ. Крсташи су 6. јануара 1444. године у Прокупљу. Деспот Ђурађ је нудио новац краљу Владиславу III да презими у Србији и на пролеће настави поход. Изнемогли крсташи су тражили да иду кући. За њима је пошао и деспот Ђурађ. Крајем јануара стигли су у Београд, а потом и у Будим. Успешан продор крсташа навео је Новобрђане на устанак које је турски намесник из Приштине брзо угушио барутом који су му набавили Дубровчани. До устанка долази и у Грчкој, Бугарској, Албанији. Скендребег је повео борбу против султана Мурата II напустивши турску војску. У Босни је за краља изабран Стефан Томаш који је 1443. године заузео Сребреницу. Султан Мурат II је са деспотом Ђурђем преговарао о миру. Вратио би му ослепљене синове и деспотовину. Деспот Ђурађ је на мир приволео војводу Јаноша Хуњадија и краља Владислава III. Посланство Угара и Срба у Једрену предводио је Србин Стојко Гизданић. Са краљем Владиславом III је уговорио десетогодишње примирје које је ступило на снагу када га је угарски краљ потписао у Сегедину јула 1444. године. Деспот Ђурађ је од султана Мурата II добио синове и 24 града. Област Бранковића задржала је ранији статус. Ђурђева земља, иако опљачкана, била је у већем обиму него када ју је изгубио: обухватала је и Голубац.
Само неколико дана након потписивања мира, краљ Владислав III га је, на подстицај кардинала Јулијана Ћезаринија, одбацио јер га није прихватио папа. Западне земље већ су договарале поделу турских територија. Дубровчани су, на пример, молили деспота Ђурђа да интервенише да добију Канину и Валону одакле су набављали жито. Деспот Ђурађ није учествовао у овом рату. Крсташи су на јесен 1444. године кренули заобилазећи Србију на челу са краљем Владиславом III. Султан Мурат II је брзо стигао из Мале Азије. Ђеновљани су га превезли преко Босфора за огромну суму. За сваког војника добили су по један златник. Одлучујућа битка вођена је 10. новембра 1444. године код Варне. Султан Мурат II је однео велику победу. Погинуо је угарски краљ Владислав III Јагелон, кардинал Јулијан Ћезарини, а војвода Јанош Хуњади се једва спасао и побегао у Угарску. Након победе је султан Мурат II одмах отишао у Малу Азију, а сина Мехмеда је оставио да управља европским деловима државе.
Деспот Ђурађ није добио оне земље које су од 1439. до 1444. године запосели други господари. Најпре се измирио са херцегом Стефаном Вукчићем Косачом који му је вратио Горњу Зету са Медуном и Соком. Млечани су одбијали да врате градове правдајући се да су много потрошили како би их заузели. Власт деспота Ђурђа Бранковића ограничена је на Горњу Зету где су управљали његови намесници, Тома Кантакузин и војвода Алтоман. Сребреница је до 1448. године прелазила из руку деспота Ђурђа Бранковића у руке краља Стефана Томаша Котроманића. На новцу који је кован на једној страни био је лик босанског, а на другој српског владара. Коначно, 1448. године заузео ју је деспотов шурак Тома Кантакузин уз помоћ херцега Стефана Вукчића Косаче.

## Битка на Косову
На пролеће 1446. године султан Мурат II се вратио у Једрене са ратовања у Малој Азији. Предузео је први поход против морејског деспота Константина Палеолога који се ширио на рачун турских територија користећи се Муратовом одсутношћу. Деспот Ђурађ се исте године ородио са деспотом Константином. Свога јединог неослепљеног сина Лазара оженио је ћерком деспота Томе, Константиновог брата након чега је проглашен за деспота и очевог савладара. Турска војска скршила је отпор на Коринтској превлаци, упала на Пелопонез и одвела преко 60.000 заробљеника (1446. године). Деспот Константин је након смрти цара Јована VIII дошао на византијски престо 1448. године. Он је био српског порекла, јер му је мајка царица Јелена била ћерка Константина Драгаша из породице Дејановић. Деспот Ђурађ је помагао византијског цара о чему сведоче два натписа на цариградским зидинама где пише да је деспот Ђурађ уложио новац и обновио једну цариградску кулу. У Угарској је за то време био упражњен престо; додуше за краља је био признат Ладислав V Посмрче који је имао шест година. У први план избио је војвода Јанко Хуњади који је 1446. године изабран за губернатора Угарске. Војвода Јанош се желео осветити за пораз код Варне. Он је већ 1445. године покушавао да заузме Никопољ. У наредним годинама тражи помоћ на све стране. Папа и краљ Алфонсо Арагонски давали су празна обећања. Млетачка република и Дубровник такође нису желели да нарушавају мир са султаном Муратом II. Помоћ му је пружио једино Скендербег. Одбио је да у рату учествује и српски деспот Ђурађ. Обећао је строгу неутралност, али је султана Мурата II обавестио о походу који спрема војвода Јанош Хуњади. Војвода Јанош Хуњади је са војском пролазио кроз Србију као кроз непријатељску територију, пљачкајући Моравском долином. Војска је прошла поред Крушевца кроз клисуру између Копаоника и Јастрепца која од тада носи назив „Јанкова клисура“. Из долине Расине ушла је у Топлицу, па на Косово недалеко од Приштине. Две војске сусреле су се на месту славне битке из 1389. године. Турци су били бројчано јачи. Предводио их је сам султан Мурат II. Друга битка на Косову отпочела је 17. октобра 1448. године и трајала је три дана. Хришћани су ватреним оружјем наносили тешке губитке Турцима. Пресудно је било то што су им Турци зашли за леђа и опколили. На турску страну прешао је влашки војвода Владислав што је навело војводу Јаноша Хуњадија да побегне са бојног поља. Турци су такође имали велике губитке те је султан Мурат II наредио да се сахране само најистакнутији ратници док су остали бацани у Ситницу. Вода у реци била је толико загађена да се дуго није могла пити. Султан Мурат II је погубио хришћанске заробљенике, па чак и Влахе који нису били на његовој страни. Султан Мурат II није гонио војводу Јаноша Хуњадија већ се вратио у Једрене. Војвода Јанош Хуњади ипак није успео да стигне до Дунава. Ухваћен је, наводно, у кошари у једном српском селу. Одведен је деспоту Ђурђу који га је бацио у тамницу и након неког времена продао Угарима за 100.000 дуката откупа. Војвода Јанош Хуњади је у Сегедин стигао крајем децембра. Његов син Ладислав остао је још неко време као талац у Смедереву.
Од пролећа 1448. године војвода Стефан Вукчић Косача је почео да носи титулу херцега, а следеће године узео је титулу херцега од Светог Саве, везујући се за манастир Милешеву која је била на његовој територији. Са босанским краљем Стефаном Томашем се српски деспот Ђурађ спорио око Сребренице. Спор је коначно решен 1451. године, уз посредовање Дубровчана, када је рудник враћен Србији. Млечани су маја 1448. године понудили 100 дуката годишњег прихода ономе ко донесе Скендербегову главу. Против Скендербега су кренули војвода Алтоман и Црнојевићи. Млечани су настојали да се измире и са српским деспотом Ђурђем те су му нудили градове који су му одузети током турске окупације у замену за надокнаду трошкова које су имали приликом освајања. Међутим, након пораза који је војвода Алтоман доживео од војске Јакова Долфина (барског потестата), а у којој је био и војвода Стефан Црнојевић, Млечани су одустали од понуде. Успели су да октобра 1448. године склопе мир и са Скендербегом. Деспот Ђурађ је зато молио султана Мурата II да му пошаље одред којим би освојио зетске градове. Султан Мурат II није желео да крши мир са Млечанима. Млечани су на своју страну привукли војводу Стефана Црнојевића чиме је унесен раздор у ову породицу. Војвода Стефан Црнојевић је браћи (Гојчину и Ђурашину) одузео део територија. Војводу Стефана су Млечани упутили против Грбља који је признавао деспотову власт. Грбаљ није желео да се преда већ је молио деспота Ђурђа да пошаље помоћ (1451. године). Војвода Стефан је 1452. године опустошио Грбаљ. Которске власти погубиле су 30 људи, а преко 200 људи су протерали из Грбља. Преосталом становништву повећане су дажбине. Тако је у крви угушена највећа побуна у Грбљу. Ускоро је у Зету стигла Ђурђева војска појачана турским одредима. Међутим, војвода Стефан је поразио најпре војводу Алтомана, а потом и новопристиглу војску Томе Кантакузина. Посео је Горњу Зету све до Мораче.
Истовремено је дошло до погоршања односа између Угарске и Србије. Деспот Ђурађ је нудио посредништво у склапању мира између Турака и Мађара. Међутим, војвода Јанош Хуњади је то одбио након чега је запосео све Ђурђеве поседе у Угарској.

## Освајања Мехмеда II
У Једрену је фебруара 1451. године умро султан Мурат II. Наследио га је син Мехмед II. Једна од првих мера султана Мехмеда II било је озакоњење братоубиства. Нови султан Мехмед II је убио свога брата, дете у колевци. Султан Мехмед II је на почетку владавине испољио несумњив државнички дар; изгледало је као да жели мир са свима. Знао је српски језик те је са депотом Ђурђем преговарао око обнављања вазалних обавеза. Продужен је вазални однос под истим условима. Поред тога, султан Мехмед II је ослободио маћеху султанију Мару из харема и вратио је оцу, поклонивши јој Топлицу и Дубочицу на име издржавања. Војвода Јанош Хуњади је са Србијом склопио мир 1451. године. Ђурђева унука, ћерка грофа Улриха II Цељског, верена је за Хуњадијевог сина Матију. Новембра 1451. године закључен је и турско-угарски мир.
У Риму је 1452. године за светоримског цара крунисан Фридрих III Хабзбург кога су савременици сматрали заштитником хришћанства. Хуманисти су га подстицали на борбу против Турака. Међутим, он није могао да учини ништа, а једно време је држао угарског краља Ладислава V у заробљеништву. Српски деспот Ђурађ се 1451. године умешао у рат између Дубровчана и херцега Стефана Вукчића Косаче стајући на страну Дубровника и ометајући херцегове дипломатске акције на Порти. Српски деспот Ђурађ рачунао је да окрене султана Мехмеда II против херцега Стефана Косаче и да заузме источне крајеве његове државе, укључујући и Милешеву..

### Учешће Срба у опсади Цариграда
Султан Мехмед II је водио пријатељску политику према западним државама јер је желео да прикрије свој план — освајање Цариграда. Пре него што је кренуо на византијску престоницу, султан Мехмед II је у лето 1452. године на најужем делу Босфора саградио јако утврђење названо Румели Хисар или Нови Град ИЗНАД Цариграда, како наводи српски летописац. Зиму 1452/3. године провео је у припремама, углавном у набавци артиљерије. Лио је огромне топове од којих су неки могли да се померају само уз помоћ 50 пари волова. Византијски цар Константин XI тражио је помоћ на Западу. Имао је мало успеха након пропасти Фирентинске уније. Многим Византинцима дража је била турска, од латинске власти. Ипак, папски легат Исидор одржао је децембра 1452. године у Светој Софији римску мису и објавио нову унију. Предвођен калуђерима, народ је изашао на улице те је и овај покушај пропао. Највећа помоћ која је од Латина стигла је одред од 700 Ђеновљана. Турцима су пристизале трупе из свих крајева царства. Опсада је започела почетком априла 1453. године. Турске снаге биле су 20 пута веће од хришћанских. Велики топови рушили су зидове, али су их Грци преко ноћи поново дизали. На запрепашћење браниоца, Турци су превукли бродове преко копна и спустили их у Златни рог. Преко њега је затим спуштен понтонски мост од буради. Тако је град опкољен са свих страна. Султан Мехмед II је позвао цара Константина XI да се преда, али је цар Константин XI Палеолог Драгаш тај предлог одбио. Султан Мехмед II је онда обећао војницима пљачку града након освајања. У зору 29. маја отпочео је јуриш. Турци су продрли у град и истакли своју заставу на зидинама Цариграда. Цар Константин XI је погинуо у уличним борбама. Његова глава истакнута је на зидинама града како би Грци видели да су остали без цара. Уследио је невиђен покољ и пљачка која је трајала три дана. Султан Мехмед II се од 1453. године назива „Освајач“. Када је ушао у град, најпре се запутио у цркву Свете Софије која је претворена у џамију.
Деспот Ђурађ је у овом рату морао да потисне осећања и да султану Мехмеду II пошаље помоћне одреде за освајање византијске престонице. Војвода Јакша, родоначелник чувених Јакшића у Угарској, предводио је српски одред од 1500 људи. Деспот Ђурађ је послао и рударе из Новог Брда који су копали тунеле испод византијске престонице. Константин Михаиловић из Островице, такође један од српских војника, касније је написао мемоаре у Пољској. По њему је султан Мехмед II тражио од деспота Ђурђа војску за борбу против господара Караманије, али их је касније послао на византијску престоницу. Војници су желели да се врате, али им је прећено смрћу. Српски одред имао је положај код Једренске капије. Није непосредно помагао Турцима у освајању града. Деспот Ђурађ је тешко примио вест о паду Цариграда. Извори кажу да се три дана затворио у собу и никога није примао. Ипак, султану Мехмеду II је, као и остали вазали, упутио честитке. Султан Мехмед II му је на поклон послао црквене ствари из Цариграда. Деспот Ђурађ је откупио многе заробљене Византинце. Захваљујући Ђурђевом новцу пренете су мошти Светог Луке из Епира у Смедерево. Многи Византинци су 1453. године стигли у Србију. Међу њима је и Ђорђе Кантакузин, архистратег који је у Смедерево донео два Прокопијева рукописа. Вест о паду Цариграда примљена је у Западној Европи са запрепашћењем. Најпре је стигла у Млетачку републику и остале италијанске државе. Оне су, међутим, биле међусобно зараћене те нису могле да реагују на турску победу. Уз посредовање папе италијанске државе међусобно су се измириле и основале тзв. Лодијску лигу. Светоримски цар Фридрих III сазвао је 1454. године сабор у Регенсбургу, али ни сам није дошао на њега. У јесен исте године сазвао је сабор у Франкфурту, а почетком следеће године и трећи сабор у Бечком Новом Месту. Сабори нису довели ни до каквих резултата. Српски дипломата, Јуније Градић, је у јесен 1453. године посетио Милано, Напуљ, папу и Венецију. Стварну помоћ деспот Ђурађ није добио. У Будиму је 1454. године одржан сабор на коме је донесена одлука о покретању крсташког рата на чијем би челу био војвода Јанко Хуњади.

## Рат са Турцима
Након заузећа Цариграда, султан Мехмед II је кренуо у освајање балканских држава, упркос мировним споразумима које је са њима склапао. Прва на удару била је Србија од које је султан Мехмед II затражио Смедерево и Голубац. Деспот Ђурађ је одбио да их преда. Султан Мехмед II се правдао како земља није Ђурђева него Лазаревића и био је вољан да му уступи некадашње области Бранковића са градом Софијом. Пошто је његов посланик одбијен, султан Мехмед II је јула 1454. године покренуо велику војску на Деспотовину. Војска је чинила велика зверства; убијани су сви мушкарци старији од 14 година. Жене и деца одвођени су у робље. Деспот Ђурађ се склонио у Угарску, а Турци опседају Рудник и Смедерево. Становницима Рудника обећано је да ће им бити дозвољено да се слободно повуку, те су отворили капије Турцима. султан Мехмед II их је поробио. На вест да се војвода Јанош Хуњади спрема да крене на Турке, султан Мехмед II је дигао опсаду Смедерева и повукао се у Једрене. Са собом је одвео велики број Срба које је населио у околини Цариграда, своје нове престонице. Код Крушевца је оставио тројицу санџакбега које је војвода Јанош Хуњади поразио на јесен 1454. године у три битке. Наставио је да пустоши околину Ниша и Пирота након чега се преко Видина вратио у Београд. Турцима су се супротставили и Срби; два одреда. Први је предводио Никола Скобаљић који је септембра 1454. године однео победу у пределу Бање. У другој бици Никола и његов стриц заробљени су у близини Новог Брда. Турци су их живе набили на колац. Њих двојица су први Срби за које је познато да су кажњени на овај начин. У ратовању 1454. године султан Мехмед II је освојио Топлицу. У рано пролеће 1455. године султан Мехмед II је поново напао Србију и опсео Ново Брдо. Опсада је трајала 40 дана након чега је освојено највеће рударско средиште средњовековне Србије. Ново Брдо предало се 1. јуна 1455. године. Султан Мехмед II је најистакнутије браниоце погубио, део изабрао за јаничаре, 700 жена разделио својим војницима, а остатку дозволио да се врати у град. Црква Светог Николе претворена је у џамију. Убрзо је пала стара српска престоница, Призрен. Црква Богородице Љевишке претворена је у џамију. Заузета је цела некадашња област Бранковића чиме је Деспотовина преполовљена. Султан Мехмед II је затим кренуо ка Солуну; задржао се на месту где је 1389. године погинуо његов предак султан Мурат I.
Ђурђеви преговори у Смедереву били су неуспешни. Вратио се у Смедерево и ступио у преговоре са Портом. Задржао је крајеве северно од Крушевца за које је сносио вазалне обавезе. Деспоту Ђурђу Бранковићу су остале само некадашње територије Лазаревића. Деспотове поседе у Зети више није имао ко да штити. Војвода Стефан Црнојевић је до 1453. године освојио целу Горњу Зету сем Медуна. Војвода Милош предао га је Турцима 1456. године.

## Последње године и смрт
Султан Мехмед II Освајач се на зиму спремао за нови рат. Војске херцега Стефана Вукчића Косаче и војводе Петра Павловића стигле су у Цариград. Деспот Ђурађ је за то време снабдевао Смедерево храном. У Угарској бесни грађански рат који је приморао краља Ладислава V Хабзбурга да напусти земљу и оде у Беч. Велики број крсташа пристизао је у Београд како би учествовао у једној од највећих битака која је вођена на просторима Србије. Предводио их је фрањевац Јован Капистран. Главни терет борби приликом опсаде Београда 1456. године преузела је војна посада Београда на челу са Михаилом Силађијем. Турска војска најпре напада Смедерево одакле је одбијена уз велике губитке. Опсадом Београда руководио је лично султан Мехмед II. Војвода Јанко Хуњади и деспот Ђурађ Бранковић предузели су речни продор према Београду. Хришћанска флота окупила се у Сланкамену. До одлучујуће битке дошло је код Земуна 14. јула. Чамци Срба ратника разбили су борбени поредак турског бродовља. Борба је завршена потпуном победом хришћана. Имала је и велико психолошко дејство. Општи јуриш на Београд отпочео је 21. јула. Турци су успели да продру у горњи град. Београд се, међутим, одржао. Следећег дана хришћанска војска извршила је силовити јуриш који је сузбијен. Султан Мехмед II је рањен у овом окршају те је наредио повлачење. Погубио је мноштво својих војсковођа које је сматрао одговорним. Турска војска је у Србији нападана приликом повлачења.
Вест о Мехмедовом поразу ширила се Европом. Папа Калист III установио је празник кога је 6. августа славио читав хришћански свет у част победе код Београда. Београд је тешко платио ову победу. Градом се раширила куга која је покосила и главне учеснике борбе — војводу Јанка Хуњадија и Јована Капистрана. Угарски краљ Ладислав V вратио се у земљу након Хуњадијеве смрти у намери да Београд преузме од Хуњадијевих присталица. Међутим, у Београду је ухапшен, његов најближи сарадник, Ђурађев зет гроф Улрих II Цељски, касније је посечен.
Те зиме (24. децембра 1456), завршио је деспот свој живот у Сребреници под Рудником; сахрањен је у својој задужбини, данас непостојећој цркви у селу Крива Река испод Рудника (мада није сигурно да ли се топоним Крива река односио на данашње село или на истоимену речицу).

## Рударство под Ђурђем Бранковићем
Извор који сведочи о пословању Новог Брда током његове највеће активности (1430.тих година) је пословна књига Михаила Николе Лукаревића. Лукаревић нам даје имена великог броја фоксера (рудара), плакаоничара, хутмана, трајбара и сл. Наводи и места порекла својих дужника. Дугови су изражени у дубровачким литрима, мера за тежину од око 300 грама (лака литра). Други извор који говори о рударству током Ђурђеве владавине јесте Бертрандон де ла Брокијер у свом путопису „Путовања преко мора“. Француски путописац забележио је да деспот Ђурађ има прихода од Новог Брда у износу већем од 200.000 дуката годишње. Пише и да би Ђурађ без рудника изгубио своју земљу. Рудници су замрли 1439. године, а након обнове Деспотовине не достижу своју ранију снагу. До видног опадања Новог Брда, Трепче и Приштине долази 1449. године. Турци ову област коначно освајају 1455. године. Деспот Ђурађ је имао приходе од рудника на основу регалних права. О његовом убирању прихода сведоче и турски хроничар Дурсун-бег и византијски писац Критовул. Почетком 1458. године рачунало се да Сребреница даје 30.000 дуката годишњег прихода. Деспот Ђурађ је у Дубровнику заложио огромни депозит који се састојао од преко 1000 литара злата, око 3000 литара сребра (обичног и гламског), милион аспри у новцу и разно златно и сребрно посуђе. Ђурађ је својим новцем исплаћивао данак султану који је до 1439. године износио 50.000 дуката, а од 1444. године 60.000 дуката.

## Лик и дело
Цео свој дуги век (живео је готово осамдесет година), деспот Ђурађ је провео у ратним окршајима, па је, годину дана пред смрт, изгубио три прста на десној руци бранећи се мачем од коњаника заповедника Београда, Михаила Силађија (Свилојевића из старих српских летописа и народних песама). Taj „трпенија венац“ примио је „в приближених житија концу“ (кад се приближио крај живота). Рана му, изгледа, никако није могла да зарасте и од ње је и умро.
Био је несрећан човек и тога је био свестан. Фрањевцу Јовану Капистрану (1385—1456), који га је наговарао да остави веру предака, одговорио је: „Народ мој верује да сам мудар, мада среће немам. А ти сад тражиш од мене да учиним нешто по чему би мој народ помислити могао, да сам у старости памећу помео“. Оглашаван од Мађара и од западњака за издајицу, због свог држања у доба косовске битке из 1448. године, „смедерски господин“ Ђурађ је од Јурија Бараковића (у „Вили Словинки“, 1613), стављен у пакао, у „срце земље“, у „доњу пропаст“. Легенду о издајству прихватило је, на необјашњив начин, наше народно предање, али је њу везало за Ђурђевог оца, Вука Бранковића, и за косовску битку из 1389. године.
Деспот Ђурађ је имао богату и разновсрну библиотеку, у којој је било књига на српском, грчком, латинском и руском, као и поклона страних државника, попут хронике коју му је поклонио краљ Француске.
О деспоту Ђурђу није створен култ, па према томе нема биографије ни црквених песама њему посвећених. У старој српској књижевности сачувана су два списа о томе како је деспот Ђурађ 1453. године пренео мошти светог апостола Луке у Смедерево. Писци су савременици тога очајничког покушаја деспота Ђурђа — дављеника да спасе себе и своју деспотовину, а мошти су сламка за коју се он хвата. Над мртвим телом деспотовим непознати смедеревски беседник држао је крајем децембра 1456. године посмртни говор, који долази међу најлепше и најпотресније старе српске текстове.
Имао је несумњиво најбурнији живот од свих српских владара и постао је једна од најтрагичнијих личности српске историје.
Лик деспота Ђурђа постоји на његовој повељи светогорском манастиру Есфигмену из 1429. године. Приказана је цела породица деспота Ђурђа. Лик деспота Ђурђа налази се и на новцу.

## Породица
Ђурађ Бранковић је био син Вука Бранковића и Маре Лазаревић Бранковић. Женио се два пута. Име његове прве жене није познато, била је трапезунтска принцеза члан династије Великих Комнина. Са њом је имао ћерку Јелену. Друга Ђурђева жена била је Ирина Кантакузин, ћерка севастократора и морејског деспота Димитрија I Кантакузина, односно унука византијског цара - савладара Матије Кантакузина и праунука цара Јована VI Кантакузина. Са деспином Ирином је деспот Ђурађ имао следећу децу:
- Тодор (1414 — умро пре 1429), умро млад.
- Гргур (1416/17—1459), отац деспота Вука Гргуревића Бранковића.
- Мара (око 1416—1487), супруга султана Мурата II.
- Стефан (око 1417—1476), српски деспот (1458. године).
- Катарина (око 1418—1491/92), удата за грофа Улриха II Цељског.
- Лазар (око 1421—1458), српски деспот (1456—1458).

### Занимљивости
Момчило Настасијевић је написао историјску драму Ђурађ Бранковић.

### Породично стабло
|  |                             |  |  |  |  |  |  |  |  | 8. Младен |  |  |  |
|  |                             |  |  |  |  |  |  |  |  |           |  |  |  |
|  |                             |  |  |  |  |  |  |  |  |           |  |  |  |
|  |                             |  |  |  |  |  |  |  |  |           |  |  |  |
|  | 4. Бранко Младеновић        |  |  |  |  |  |  |  |  |           |  |  |  |
|  |                             |  |  |  |  |  |  |  |  |           |  |  |  |
|  |                             |  |  |  |  |  |  |  |  |           |  |  |  |
|  |                             |  |  |  |  |  |  |  |  |           |  |  |  |
|  | 9. непознато                |  |  |  |  |  |  |  |  |           |  |  |  |
|  |                             |  |  |  |  |  |  |  |  |           |  |  |  |
|  |                             |  |  |  |  |  |  |  |  |           |  |  |  |
|  |                             |  |  |  |  |  |  |  |  |           |  |  |  |
|  | 2. Вук Бранковић            |  |  |  |  |  |  |  |  |           |  |  |  |
|  |                             |  |  |  |  |  |  |  |  |           |  |  |  |
|  |                             |  |  |  |  |  |  |  |  |           |  |  |  |
|  |                             |  |  |  |  |  |  |  |  |           |  |  |  |
|  | 10. непознато               |  |  |  |  |  |  |  |  |           |  |  |  |
|  |                             |  |  |  |  |  |  |  |  |           |  |  |  |
|  |                             |  |  |  |  |  |  |  |  |           |  |  |  |
|  |                             |  |  |  |  |  |  |  |  |           |  |  |  |
|  | 5. непознато                |  |  |  |  |  |  |  |  |           |  |  |  |
|  |                             |  |  |  |  |  |  |  |  |           |  |  |  |
|  |                             |  |  |  |  |  |  |  |  |           |  |  |  |
|  |                             |  |  |  |  |  |  |  |  |           |  |  |  |
|  | 11. непознато               |  |  |  |  |  |  |  |  |           |  |  |  |
|  |                             |  |  |  |  |  |  |  |  |           |  |  |  |
|  |                             |  |  |  |  |  |  |  |  |           |  |  |  |
|  |                             |  |  |  |  |  |  |  |  |           |  |  |  |
|  | 1. Ђурађ Бранковић          |  |  |  |  |  |  |  |  |           |  |  |  |
|  |                             |  |  |  |  |  |  |  |  |           |  |  |  |
|  |                             |  |  |  |  |  |  |  |  |           |  |  |  |
|  |                             |  |  |  |  |  |  |  |  |           |  |  |  |
|  | 12. Прибац                  |  |  |  |  |  |  |  |  |           |  |  |  |
|  |                             |  |  |  |  |  |  |  |  |           |  |  |  |
|  |                             |  |  |  |  |  |  |  |  |           |  |  |  |
|  |                             |  |  |  |  |  |  |  |  |           |  |  |  |
|  | 6. Лазар Хребељановић       |  |  |  |  |  |  |  |  |           |  |  |  |
|  |                             |  |  |  |  |  |  |  |  |           |  |  |  |
|  |                             |  |  |  |  |  |  |  |  |           |  |  |  |
|  |                             |  |  |  |  |  |  |  |  |           |  |  |  |
|  | 13. непознато               |  |  |  |  |  |  |  |  |           |  |  |  |
|  |                             |  |  |  |  |  |  |  |  |           |  |  |  |
|  |                             |  |  |  |  |  |  |  |  |           |  |  |  |
|  |                             |  |  |  |  |  |  |  |  |           |  |  |  |
|  | 3. Мара Лазаревић Бранковић |  |  |  |  |  |  |  |  |           |  |  |  |
|  |                             |  |  |  |  |  |  |  |  |           |  |  |  |
|  |                             |  |  |  |  |  |  |  |  |           |  |  |  |
|  |                             |  |  |  |  |  |  |  |  |           |  |  |  |
|  | 14. Вратко Немањић          |  |  |  |  |  |  |  |  |           |  |  |  |
|  |                             |  |  |  |  |  |  |  |  |           |  |  |  |
|  |                             |  |  |  |  |  |  |  |  |           |  |  |  |
|  |                             |  |  |  |  |  |  |  |  |           |  |  |  |
|  | 7. Милица Хребељановић      |  |  |  |  |  |  |  |  |           |  |  |  |
|  |                             |  |  |  |  |  |  |  |  |           |  |  |  |
|  |                             |  |  |  |  |  |  |  |  |           |  |  |  |
|  |                             |  |  |  |  |  |  |  |  |           |  |  |  |
|  | 15. непознато               |  |  |  |  |  |  |  |  |           |  |  |  |
|  |                             |  |  |  |  |  |  |  |  |           |  |  |  |
|  |                             |  |  |  |  |  |  |  |  |           |  |  |  |